# نیتان الدر
ناتان الدر (انگلیسی: Nathan Elder؛ زادهٔ ۵ آوریل ۱۹۸۵) بازیکن فوتبال اهل بریتانیا است.
از باشگاه‌هایی که در آن بازی کرده‌است می‌توان به باشگاه فوتبال هرفورد یونایتد، باشگاه فوتبال دوور اتلتیک، باشگاه فوتبال هورنچورج، باشگاه فوتبال ای‌اف‌سی ویمبلدون، باشگاه فوتبال تونبریج آنجلز، باشگاه فوتبال ابسفلیت یونایتد، باشگاه فوتبال اولی، باشگاه فوتبال برنتفورد، باشگاه فوتبال مایدستون یونایتد، باشگاه فوتبال برایتون اند هوو آلبیون، باشگاه فوتبال بیلریکای، باشگاه فوتبال هیز و یدینگ یونایتد، و باشگاه فوتبال شروزبری تاون اشاره کرد.